# Staceyann Chin
Staceyann Chin (Jamaica, 25 de desembre del 1972) és una poeta, artista de performance i activista pels drets LGBT. El seu treball ha estat publicat en el New York Times, Washington Post i Pittsburgh Daily, i s'ha presentat en el programa de televisió 60 Minutes de la CBS. També ha estat convidada al The Oprah Winfrey Show, un programa televisiu en què va compartir les seues experiències com a dona homosexual a Jamaica.

## Vida personal
Chin nasqué a Jamaica; resideix, però, a Brooklyn, a Nova York, Estats Units. Té una ascendència sinojamaicana i afrojamaicana. Va compartir les seues experiències en el seu embaràs in vitro i la seua vida com a dona embarassada, soltera i lesbiana, en un bloc per al Huffington Post.

## Carrera
Chin és una poeta i activista política obertament lesbiana des del 1998. Va escriure Def Poetry Jam, nominat al Premi Tony, al costat de Russell Simmons en el teatre Broadway. Chin es va presentar en Off-Broadway amb un acte solista en Nuyorican Poets Cafe. Ha estat amfitriona de tallers de poesia arreu del món.
La poesia de Chin es pot trobar en el seu primer chapbook, titulat Wildcat Woman, en Stories Surrounding My Coming i algunes antologies com ara Skyscrapers, Taxis and Tampons, Poetry Eslam, Role Call, Cultural Studies: Critical Methodologies. La seua es pot sentir en compilacions de Bar 13- Union Square i Pow Wow productions. El 2009 Chin publicà una novel·la autobiogràfica, The Other Side of Paradise - A Memoir. (Nova York: Scriber. ISBN 0-7432-9290-1).
És amfitriona en el xou After Ellen de Logo (canal de televisió) en internet, anomenat "She Said What?", i coamfitriona de My Two Cents de Centric.
Al 2009 Chin actuà en The People Speak, un documental que utilitza cartes, diaris i discursos quotidians de nord-americans que resulten tant musicals com dramàtics, basat en A People's History of the United States, de l'historiador Howard Zinn.

### Llibres
- Chin, Staceyann. The Other Side of Paradise - A Memoir.  Nueva York: Scriber, abril de 2009. ISBN 0-7432-9290-1.

### Antologies
- "Authenticity", en Black Cool: One Thousand Streams of Blackness. Editat per Rebecca Walker (Soft Skull Press, 1 de febrer de 2012)[4]

### Actuacions
- Staceyann Chin: Performed Poems en Trikster - Nordic Queer Journal #3, 2009.

### Entrevistes
- Staceyann Chin & Ulrika Dahl: Articulating Honesty: A Conversation on Literature and Activism en Trikster - Nordic Queer Journal #3, 2009